# Laguna Hills
Laguna Hills város az USA Kalifornia államában, Orange megyében. Lakosainak száma 31 374 fő (2020. április 1.).

## Népesség
A település népességének változása:
| Lakosok száma | 31 178 | 30 344 | 31 374 |
|               | 2000   | 2010   | 2020   |